# 郭衍
郭 衍（かく えん、生年不詳 - 611年）は、中国の北周から隋にかけての軍人・政治家。字は彦文。本貫は太原郡介休県。

## 経歴
郭崇の子として生まれた。北周の陳王宇文純に召されてその側近となり、大都督に累進した。ときに北周は北斉と対峙しており、郭衍は命令を受けて天水郡で人を募り、1000家あまりを東の国境に移して、陝州に駐屯させた。使持節・車騎大将軍・儀同三司に任ぜられた。北斉の侵攻があるたびに、部下を率いて防戦し、勝利を重ねた。建徳年間、武帝が雲陽に幸し、北斉を討つ議論が起こると、郭衍は先鋒となることを志願した。河陰城を攻め、儀同大将軍に任ぜられた。武帝が晋州を包囲すると、北斉の援軍が来ることを想定して、陳王宇文純が千里径を守り、郭衍もその下に従った。武帝と北斉の後主が晋州で大規模な戦闘に入ると、郭衍は北斉軍を高壁まで追撃して破った。并州の平定に従い、功績により開府儀同三司の位を加えられ、武強県公に封ぜられ、叱羅氏の姓を受けた。578年、右中軍熊渠中大夫となった。
580年、尉遅迥が乱を起こすと、郭衍は韋孝寛の下で従軍して武陟で戦い、相州に進軍した。尉遅迥が敗死すると、尉遅勤・尉遅惇・尉遅祐らが青州に逃亡しようとした。郭衍は精鋭の騎兵1000を率いてこれを追撃し、尉遅祐を捕らえた。済州に入城して、尉遅氏の残党を済北で攻撃し、連戦して撃破した。上柱国の位を受け、武山郡公に封ぜられた。ひそかに北周王室の諸王を殺すよう楊堅に勧めた。
581年、隋が建国されると、勅命により郭氏の姓にもどした。突厥が隋の北辺に侵入すると、郭衍は行軍総管となり、兵を率いて平涼に駐屯した。数年後、召還されて開漕渠大監となった。渭水を引いて、大興城の北を経由し、東は潼関にいたる400里あまりの運河を開いた。関中ではこれを灌漑用水として利用し、名づけて富民渠と言われた。585年、郭衍は瀛州刺史に任ぜられたが、秋の長雨で洪水が起こり、瀛州の属県の多くは水没して、民衆は高樹の上に逃れるありさまであった。郭衍は船を手配して、食糧を運搬して救援にあたった。文帝（楊堅）は郭衍を賞賛して、朔州総管に抜擢した。管轄下に恒安鎮があり、北の国境に接して食糧の運搬に労力を費やしていた。郭衍が肥沃な土地を選んで屯田を置くと、年に粟1万石あまりの余剰を出すようになったので、運搬の労力がいらなくなった。また桑乾鎮を築いて、賞賛された。590年、晋王楊広に従って揚州に駐屯した。江南で隋に対する反抗が起こると、郭衍は総管となり、精鋭1万人を率いて京口に駐屯した。貴洲の南で叛乱軍と戦い、首領を生け捕りにして、食糧を積んだ船を鹵獲した。東陽・永嘉・宣城・黟・歙の少数民族を討って、ことごとく平定した。蔣州刺史に任ぜられた。
郭衍は下には傲慢で上にはへつらう性格であった。晋王楊広に気に入られ、宴会によく招かれた。洪州総管に転じた。楊広が皇太子位を奪う陰謀を巡らせると、郭衍を仲間にしようと、宇文述を派遣してそのことを告げさせた。郭衍は喜んで謀略に加担した。さかんに往来することを人に疑われないため、郭衍の妻の病にかこつけて、晋王妃の蕭氏に治療させることを言い訳とした。郭衍が妻とともに江都に行くことを許されると、往来はさらに頻繁になった。郭衍はいつわって桂州の俚族が反抗したと言い、楊広は郭衍にこれを討伐させるよう上奏した。これを理由に兵器を改修させ、兵士を養成させた。太子楊勇が廃位されて、楊広が太子となると、郭衍は召還されて左監門率となり、左宗衛率に転じた。文帝が仁寿宮で病が重くなると、太子楊広と楊素が詔といつわり、郭衍と宇文述に東宮の兵を率いて宿衛させ、宮中の出入りを禁止させた。文帝が死去し、煬帝（楊広）が即位して、漢王楊諒が乱を起こすと、長安の守りが手薄になったので、郭衍が急行して守備にあたった。
605年、左武衛大将軍に任ぜられた。煬帝が江都に幸すると、郭衍は統左軍をつとめて、光禄大夫の位を受けた。吐谷渾に対する征戦に従って、金山道に進出した。郭衍は煬帝の意図を読み取るのがうまく、たくみに阿諛追従したので、煬帝に孝順を賞賛された。610年、恩倖として真定侯に封ぜられた。611年、江都に行って、死去した。左衛大将軍の位を追贈された。諡は襄といった。

## 子女
- 郭臻（武牙郎将）
- 郭嗣本（孝昌県令）

## 伝記資料
- 『隋書』巻六十一 列伝第二十六
- 『北史』巻七十四 列伝第六十二